# Regiunea Plzeň
Regiunea Plzeň (cehă: Plzeňský kraj) este o regiune (kraj) în partea sud-vestică a Republicii Cehe și are centrul administrativ în orașul omonim. Este împărțită în 7 districte și este situată în vestul Boemiei.

## Impărțire administrativă
| Impărțirea administrativă       | Impărțirea administrativă | Impărțirea administrativă | Impărțirea administrativă | Impărțirea administrativă |
| ------------------------------- | ------------------------- | ------------------------- | ------------------------- | ------------------------- |
| Okres (District)                | Suprafața in km²          | Locuitori                 | Vârsta medie              | Comune                    |
| Okres Domažlice                 | 1.140                     | 58.895                    | 38,9                      | 86                        |
| Okres Klatovy                   | 1.939                     | 87.680                    | 39,7                      | 95                        |
| Okres Plzeň-město (Pilsen-Oraș) | 125 (2611)                | 163.791                   | 40,9                      | 1 (151)                   |
| Okres Plzeň-jih (Pilsen-Sud)    | 1.080 (9901)              | 68.495                    | 39,9                      | 100 (901)                 |
| Okres Plzeň-sever (Pilsen-Nord) | 1.323 (1.2861)            | 73.610                    | 39,0                      | 102 (981)                 |
| Okres Rokycany                  | 575                       | 45.574                    | 40,2                      | 68                        |
| Okres Tachov                    | 1.379                     | 51.329                    | 37,1                      | 51                        |
| 1 Situația la 1 ianuarie 2007   |                           |                           |                           |                           |